# گابور توروک
گابور توروک (مجاری: Gábor Török; ۳۰ مهٔ ۱۹۳۶ – ۴ ژانویهٔ ۲۰۰۴) بازیکن فوتبال اهل مجارستان بود.
از باشگاه‌هایی که در آن بازی کرده‌است می‌توان به باشگاه فوتبال اوی‌پشت اشاره کرد.